# الرجمة (الخبت)

تعديل مصدري - تعديل

الرجمة هي إحدى قرى عزلة بني عمارة بمديرية الخبت التابعة لمحافظة المحويت، بلغ تعداد سكانها 628 نسمة حسب تعداد اليمن لعام 2004.